# Bisbat d'Àndria

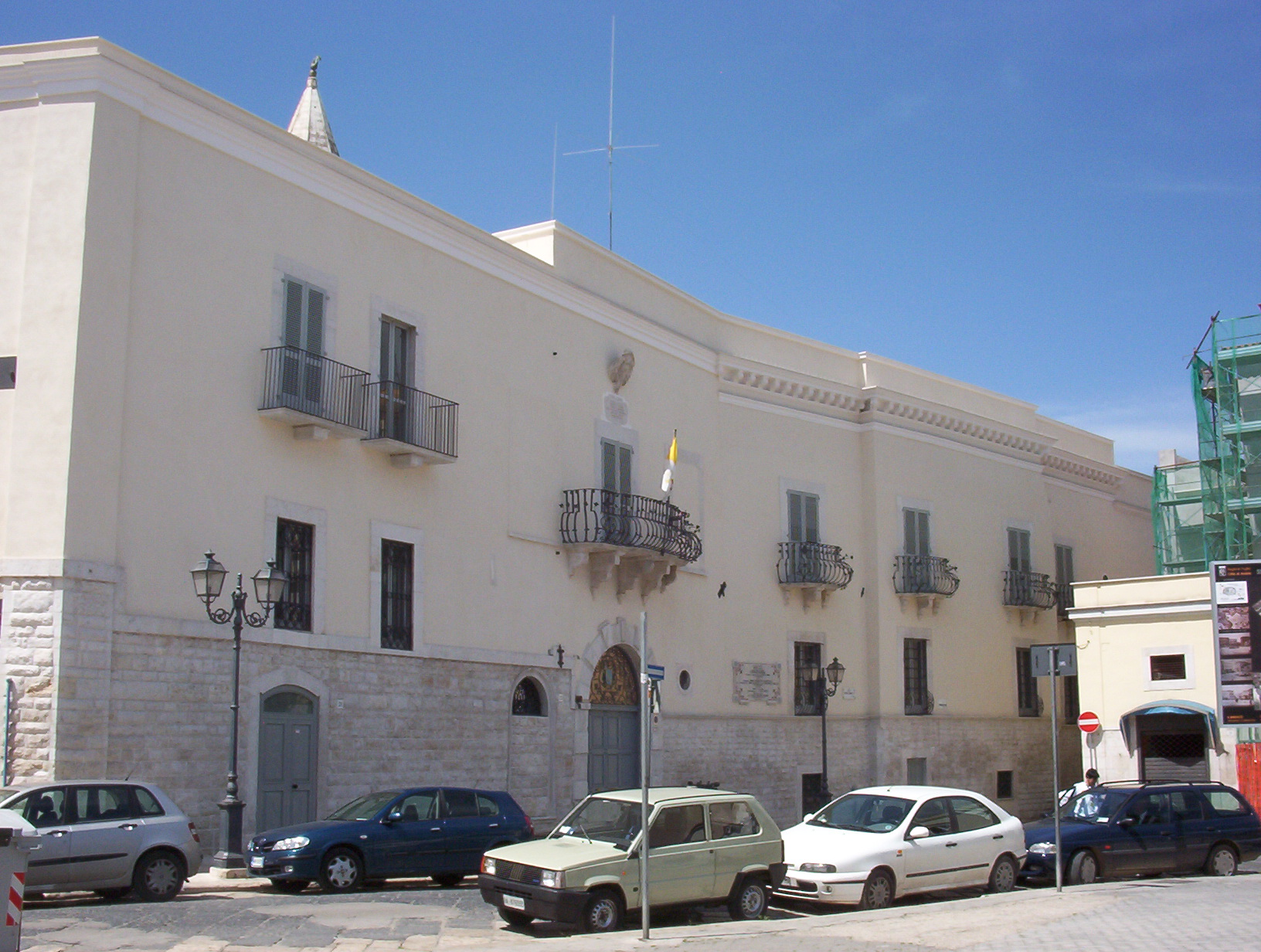
El palau episcopal d'Àndria

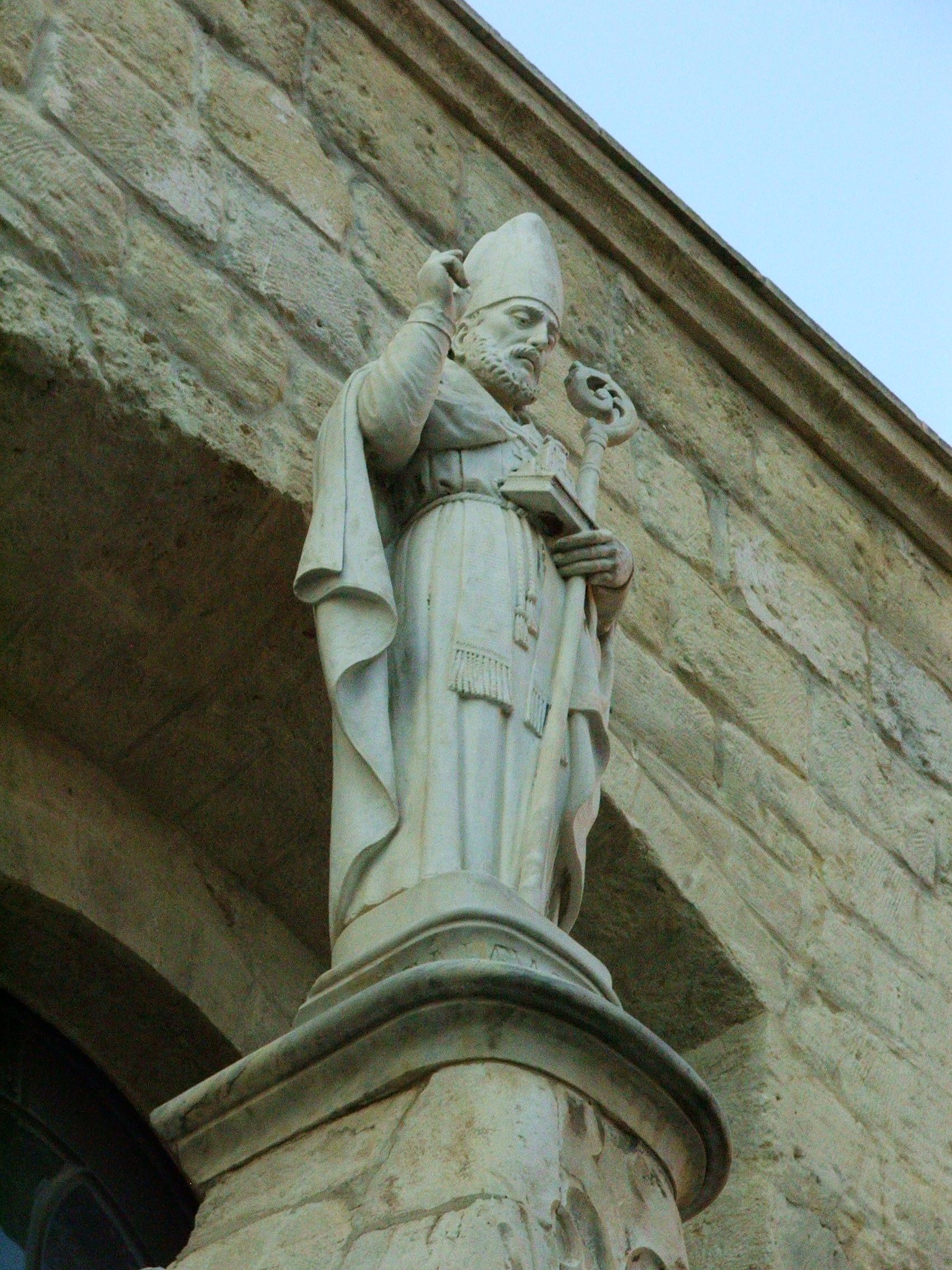
San Riccardo primer bisbe al segle V

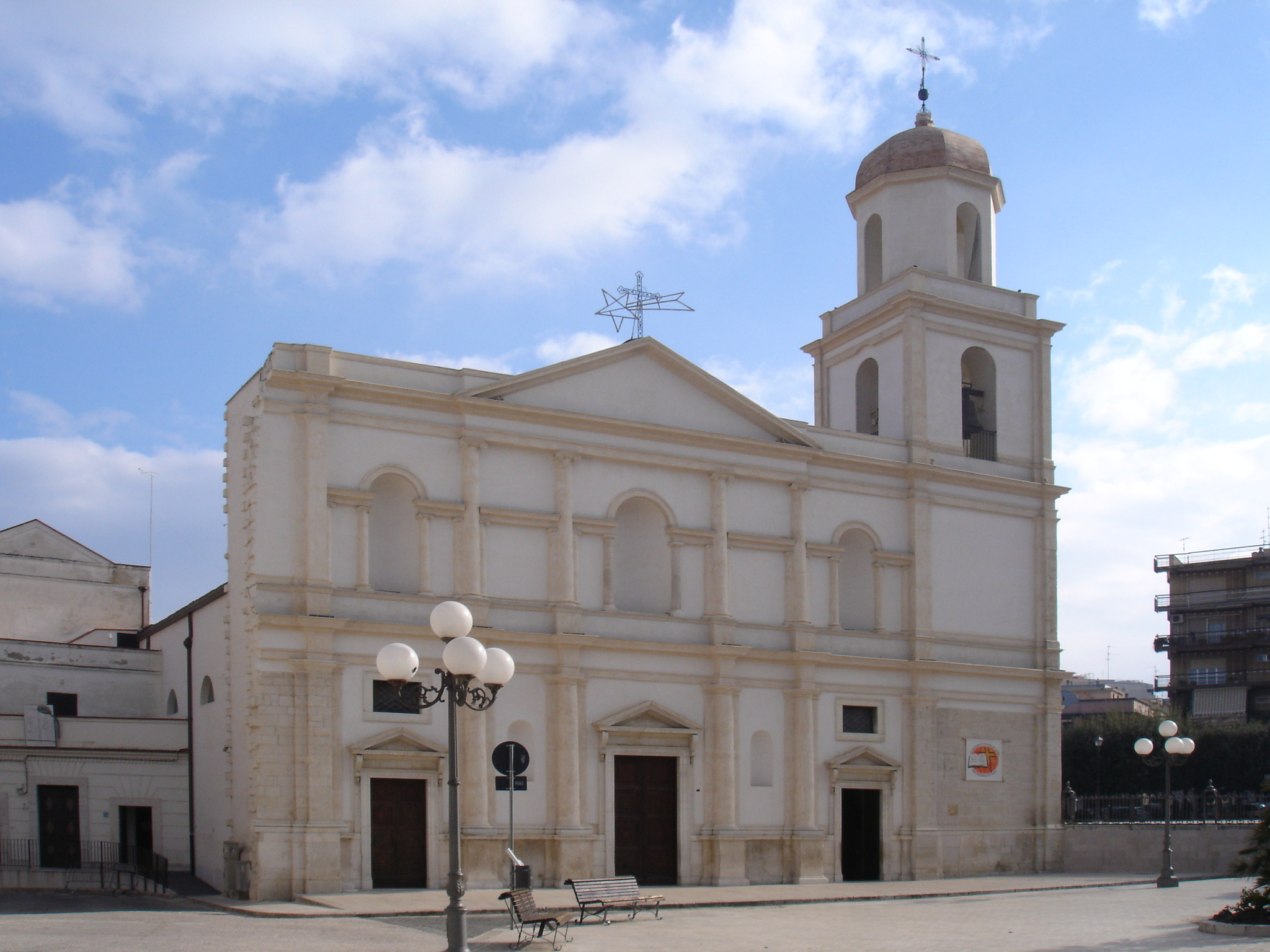
L'antiga catedral de San Sabino a Canosa

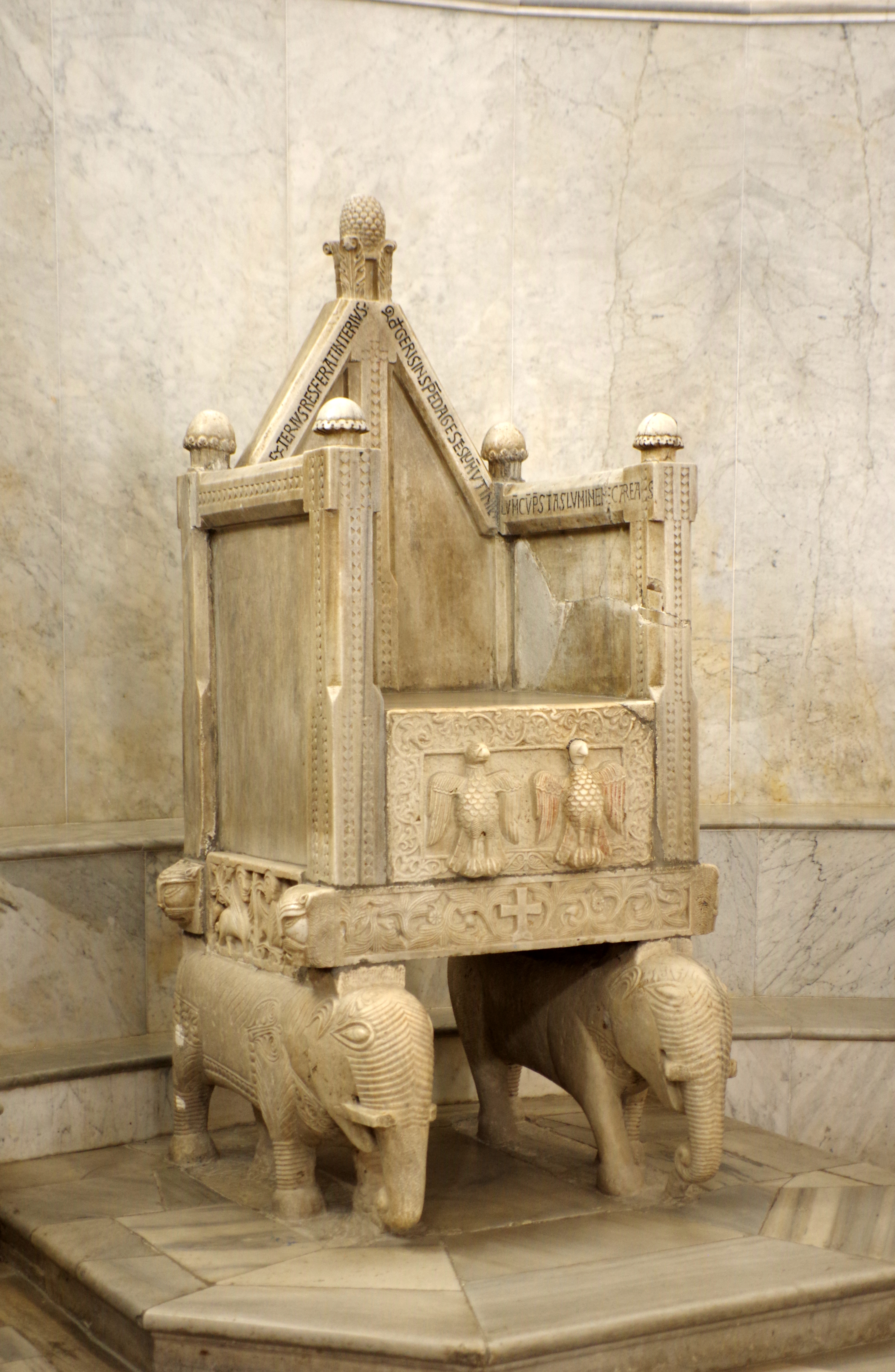
La càtedra episcopal romànica al interior de l'església de San Sabino a Canosa

El bisbat d'Àndria (italià: diocesi di Andria; llatí: Dioecesis Andriensis) és una seu de l'Església catòlica, sufragània de l'arquebisbat de Bari-Bitonto, que pertany a la regió eclesiàstica Pulla. El 2012 tenia 138.000 batejats d'un total de 141.006 habitants. Actualment està regida pel bisbe Raffaele Calabro.

## Territori
La diòcesi comprèn els municipis d'Àndria, Canosa di Puglia i Minervino Murge.
La seu episcopal és la ciutat d'Àndria, on es troba la catedral de Santa Maria Assunta. A Canosa di Puglia hi ha l'ex catedral de San Sabino. A Minervino Murge es troba l'ex cattedrale de Santa Maria Assunta.
El territori està dividit en cinc zones pastorals del qual en formen part 39 parròquies.

## Història
No hi ha notícies sobre la ràpida expansió del cristianisme a Àndria. Segons la tradició, l'església hauria estat fundada per l'apòstol Sant Pere i va tenir com a primer bisbe a un anglès, Richardus anglicus, que data de l'època del Papa Gelasi I (vers el 492, aproximadament), que no s'ha de confondre amb el bisbe Riccardo II va viure en la segona meitat del segle xii.
Els supòsits considerats molt probablement pels historiadors daten la diòcesi als pontificats de Climent II (1046-1047), Gelasi II (1118-1119) o Innocenci II (1130-1143).
Al trasllat de Sant Nicolau Pellegrino, que se celebra a Trani en 1143, se cita un bisbe d'Àndria sense donar el nom. Originalment, la diòcesi va ser sufragània de l'arxidiòcesi de Trani. El bisbe Ricard II va assistir al Tercer Concili del Laterà, celebrat durant el pontificat d'Alexandre III. De 1452 al 1479 la diòcesi es va unir a la diòcesi de Montepeloso, l'actual ciutat d'Irsina. El 29 de juny de 1818 el territori de la diòcesi va ser ampliat amb la incorporació de part de la diòcesi de Canosa i de tota la diòcesi de Minervino, ambdues suprimides.
El 20 d'octubre de 1980, per mitjà de la butlla Qui Beatissimo Petro de Joan Pau II passà a formar part de la província eclesiàstica de l'arxidiòcesi de Bari (avui arquebisbat de Bari-Bitonto).

## Cronologia episcopal
- Riccardo † (492 - 539)
- Gregorio † (752)
- Cristoforo † (citat el 787)[2]
- Matteo † (1097)
- Desidio † (1102)
- Ilderico † (1126)
- Leone † (citat el 1143)
- San Riccardo II † (inici 1179 - fi 1196)
- Anonimo † (citat el 1200)
- Matteo † (1243)
- Placido, O.E.S.A. † (1290 - 1304)[3]
- Giovanni I † (? - 1318)
- Domenico † (1319 - ? mort)
- Egidio † (1322 - ?)
- Giacomo † (1345 - ?)
- Giovanni II di Alessandria, O.E.S.A. † (10 de novembre de 1348 - 1349 mort)[4][5]
- Andrea, O.E.S.A. † (14 de març de 1349 - 1356)[6]
- Giovanni III † (1356 - ?)
- Nicola † (? - 1376)
- Benedetto da Negroponte, O.F.M. † (1376 - ?)[7]
- Marco † (? - ? mort)
- Lucido di Norcia, O.E.S.A. † (20 de desembre de 1374 - (14 de desembre de 1390 nomenat bisbe de Viterbo)[8]
- Francesco † (vers 1390 - vers (1385)
- Milillo, O.E.S.A. † (16 de gener de 1392 - 1400) nomenat bisbe de Salpi[9]
- Francesco de Nigri, O.F.M. † (12 d'agost de 1418 - ? mort)
- Andrea de Aurea, O.P. † (1427 - ?)[10]
- Giovanni Dondei, O.S.B.Cel. † (14 de novembre de 1435 - 1451 mort)
- Antonello, O.F.M. † (20 de setembre de 1452 - 1460 mort)
- Antonio Giannotti † (1460 - 1463 mort)
- Matteo Antonio † (3 d'abril de 1463 - ?)
- Francesco Bertini † (20 d'octubre 1465 - 18 de setembre de 1471 nomenat bisbe de Capaccio)
- Martino De Soto Mayor, O.Carm. † (18 d'octubre 1471 - març de 1477 mort)
- Angelo Florio † (1477 - d'agost de 1495 mort)
- Girolamo dei Porcari † (26 d'abril de 1495 - 1503 mort)
- Antonio de Roccamaro, O.F.M. † (20 de desembre de 1503 - 1515 dimití)
- Andrea Pastore † (26 de març de 1515 - 1516 deposat)
- Simone di Narni † (12 de desembre de 1516 - 1517 mort)
- Nicola Fieschi † (1517 - 1517 dimití)
- Giovanni Francesco Fieschi † (13 de novembre de 1517 - 1565 dimití)
- Luca Fieschi † (30 de gener de 1566 - 28 de març de 1582 nomenat bisbe d'Albenga)
- Luca Antonio Resta † (27 d'abril de 1582 - 5 d'octubre 1597 mort)
- Vincenzo Bassi † (25 de maig de 1598 - 9 de desembre de 1603 mort)
- Antonio de Franchis, C.R. † (23 de gener de 1604 - 1625 mort)
- Vincenzo Caputo † (3 de març de 1625 - febrer de 1626 mort)
- Alessandro Strozzi † (4 de maig de 1626 - 8 de març de 1632 nomenat bisbe de San Miniato)
- Felice Franceschini, O.F.M.Conv. † (26 d'abril de 1632 - 8 d'octubre 1641 mort)
- Ascanio Cassiano † (16 de desembre de 1641 - 1657 mort)
- Alessandro Egizio † (17 de desembre de 1657 - 2 d'abril de 1689 mort)
- Pietro Vecchia, O.S.B. † (6 de març de 1690 - 19 de desembre de 1691 nomenat bisbe de Molfetta)
- Francesco Antonio Triveri, O.F.M.Conv. † (21 de gener de 1692 - 24 de setembre de 1696 nomenat bisbe de Melfi e Rapolla)
- Andrea Ariani † (14 de gener de 1697 - 17 d'agost de 1706 mort)
- Antonio Adinolfi † (6 de desembre de 1706 - 13 de juliol de 1715 mort)
- Giovanni Paolo Torti Rogadei, O.S.B. † (11 de maig de 1718 - 9 de desembre de 1726 nomenat bisbe d'Avellino i Frigento)
- Cherubino Tommaso Nobilione, O.P. † (9 de desembre de 1726 - 17 de maig de 1743 dimití)
- Domenico Anelli † (20 de maig de 1743 - 14 de juliol de 1756 mort)
- Francesco Ferrante † (3 de gener de 1757 - 6 de juny de 1772 mort)
- Saverio Palica, O.S.B.Cel. † (8 de març de 1773 - 8 d'abril de 1790 mort)
- Salvatore Maria Lombardi † (27 de febrer de 1792 - 27 de gener de 1821 mort)
- Giovanni Battista Bolognese † (19 d'abril de 1822 - 13 de setembre de 1830 mort)
- Giuseppe Cosenza † (2 de juliol de 1832 - 30 de setembre de 1850 nomenat arquebisbe de Càpua)
- Giovan Giuseppe Longobardi † (18 de març de 1852 - 2 de novembre de 1870 mort)
- Federico Maria Galdi † (23 de febrer de 1872 - 9 de març de 1899 mort)
- Giuseppe Staiti di Brancaleone † (19 de juny de 1899 - 14 de desembre de 1916 mort)
- Eugenio Tosi, O.SS.C.A. † (22 de març de 1917 - 7 de març de 1922 nomenat arquebisbe de Milà)
- Alessandro Macchi † (11 de desembre de 1922 - 30 de juny de 1930 nomenat bisbe de Como)
- Ferdinando Bernardi † (11 d'abril de 1931 - 21 de gener de 1935 nomenat arquebisbe de Tàrent)
- Paolo Rostagno † (5 de maig de 1935 - 5 de maig de 1939 nomenat bisbe d'Ivrea)
- Giuseppe Di Donna, O.SS.T. † (2 de febrer de 1940 - 2 de gener de 1952 mort)
- Luigi Pirelli † (26 de febrer de 1952 - 8 de gener de 1957 dimití)
- Francesco Brustia † (14 de març de 1957 - 29 de març de 1969 dimití)
- Giuseppe Lanave † (29 de març de 1969 - 19 de novembre de 1988 jubilat)
- Raffaele Calabro, des del 19 de novembre de 1988

## Bisbes oriunds de la diòcesi
- Giuseppe Matarrese (Àndria, 3 de juny de 1934), bisbe emèrit de Frascati
- Francesco Minerva (Canosa di Puglia, 31 de gener de 1904 - Canosa di Puglia, 23 d'agost de 2004), arquebisbe metropolità de Lecce
- Agostino Superbo (Minervino Murge, 7 de febrer de 1940), arquebisbe metropolità de Potenza-Muro Lucano-Marsico Nuovo
- Giuseppe Ruotolo (Àndria, 15 de novembre de 1898 - Roma, 11 de novembre de 1970), bisbe d'Ugento-Santa Maria di Leuca
- Riccardo Ruotolo (Àndria, 15 de novembre de 1928 - San Giovanni Rotondo, 1 d'agost de 2012), bisbe titular de Castulo i auxiliar de Manfredònia, president de la Casa Sollievo della Sofferenza
- Corrado Ursi (Àndria, 26 de juliol de 1908 - Nàpols, 29 d'agost de 2003), arquebisbe metropolità de Nàpols

## Estadístiques
A finals del 2012, la diòcesi tenia 138.000 batejats sobre una població de 141.006 persones, equivalent al 97,9% del total.
| any  | població | població | població | sacerdots | sacerdots       | sacerdots       | sacerdots             | diaques | religiosos | religiosos | parroquies |
| ---- | -------- | -------- | -------- | --------- | --------------- | --------------- | --------------------- | ------- | ---------- | ---------- | ---------- |
| any  | batejats | total    | %        | total     | clergat secular | clergat regular | batejats por sacerdot | diaques | homes      | dones      |            |
| 1905 | 101.000  | ?        | ?        | 206       | 200             | 6               | ?                     |         | ?          | ?          | 15         |
| 1958 | 138.450  | 138.900  | 99,7     | 103       | 83              | 20              | 1.344                 |         | 30         | 204        | 29         |
| 1970 | ?        | 127.800  | ?        | 125       | 93              | 32              | ?                     |         | 38         | 155        | 30         |
| 1980 | 124.500  | 126.792  | 98,2     | 101       | 71              | 30              | 1.232                 |         | 33         | 165        | 36         |
| 1990 | 127.000  | 132.045  | 96,2     | 104       | 68              | 36              | 1.221                 | 8       | 39         | 147        | 35         |
| 1999 | 133.000  | 135.816  | 97,9     | 95        | 67              | 28              | 1.400                 | 10      | 30         | 113        | 36         |
| 2000 | 133.500  | 136.266  | 98,0     | 87        | 61              | 26              | 1.534                 | 10      | 27         | 116        | 37         |
| 2001 | 133.800  | 136.768  | 97,8     | 90        | 64              | 26              | 1.486                 | 10      | 29         | 113        | 37         |
| 2002 | 130.000  | 137.088  | 94,8     | 87        | 65              | 22              | 1.494                 | 10      | 25         | 108        | 37         |
| 2003 | 131.000  | 137.586  | 95,2     | 91        | 70              | 21              | 1.439                 | 10      | 22         | 110        | 37         |
| 2004 | 132.000  | 138.740  | 95,1     | 96        | 71              | 25              | 1.375                 | 10      | 26         | 73         | 37         |
| 2006 | 135.000  | 140.148  | 96,3     | 94        | 73              | 21              | 1.436                 | 10      | 22         | 91         | 39         |
| 2012 | 138.000  | 141.006  | 97,9     | 100       | 72              | 28              | 1.380                 | 7       | 28         | 82         | 39         |